# Cytokrom c-oxidas

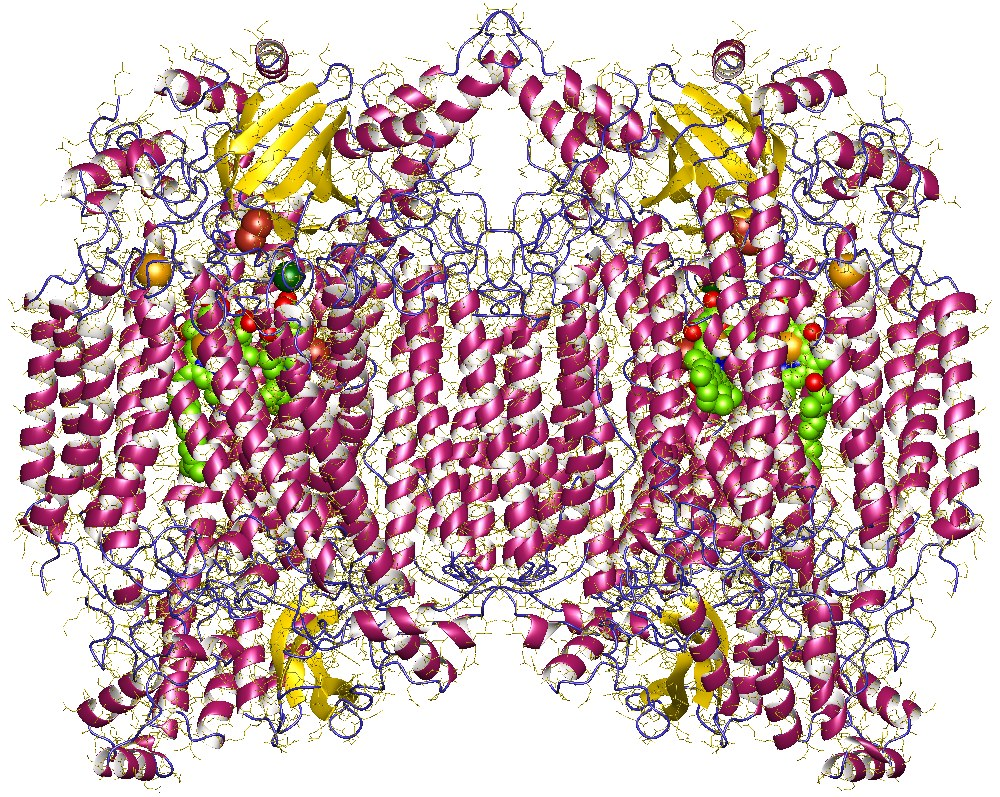
Cytokrom c-oxidas hetero26mer, Bos taurus.

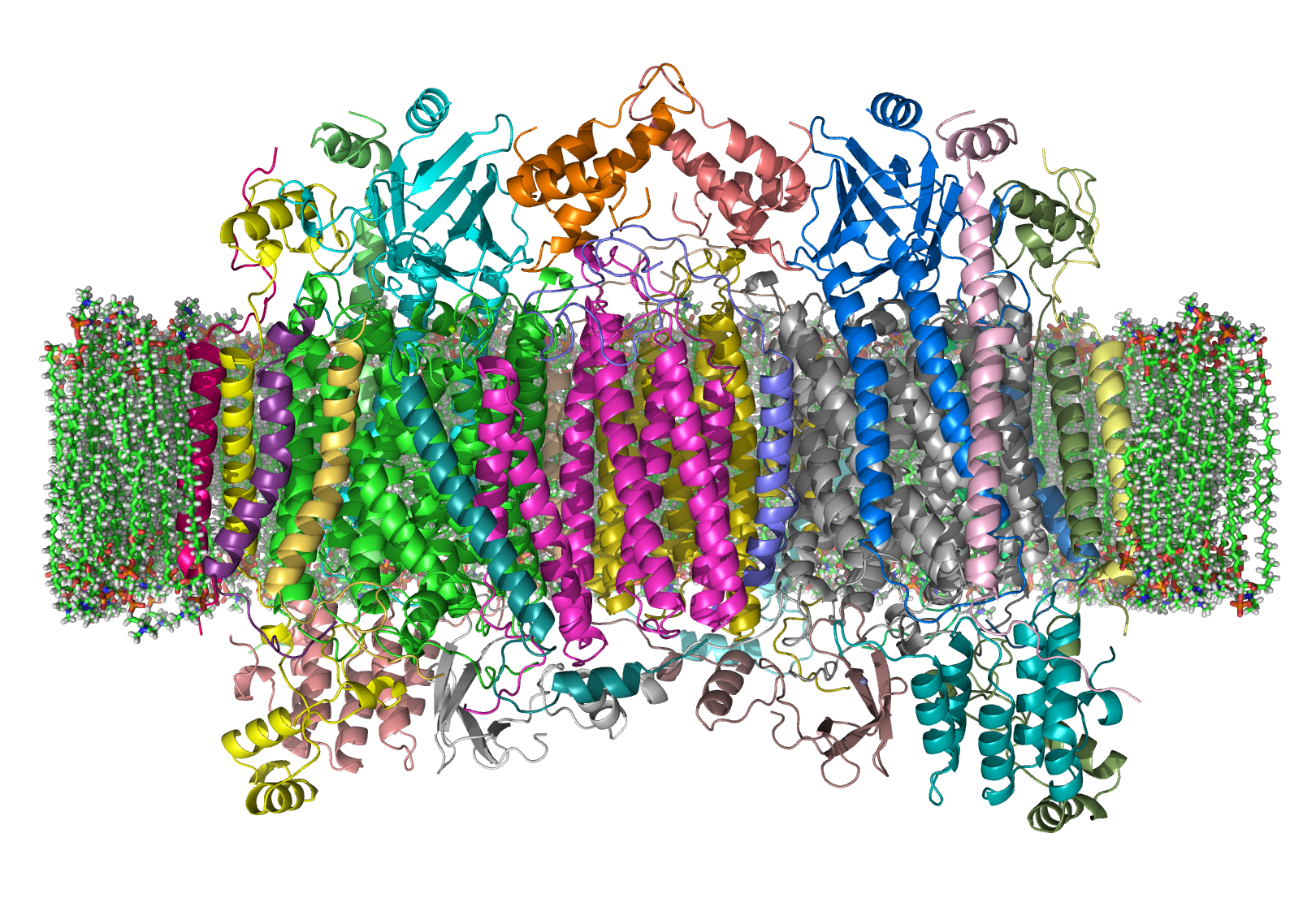
Kristallstrukturen av bovint cytokrom c- oxidas i ett fosfolipiddubbelskikt. Intermembranutrymmet ligger till toppen av bilden. Anpassad från PDB: 1OCC (Det är en homodimer i denna struktur)

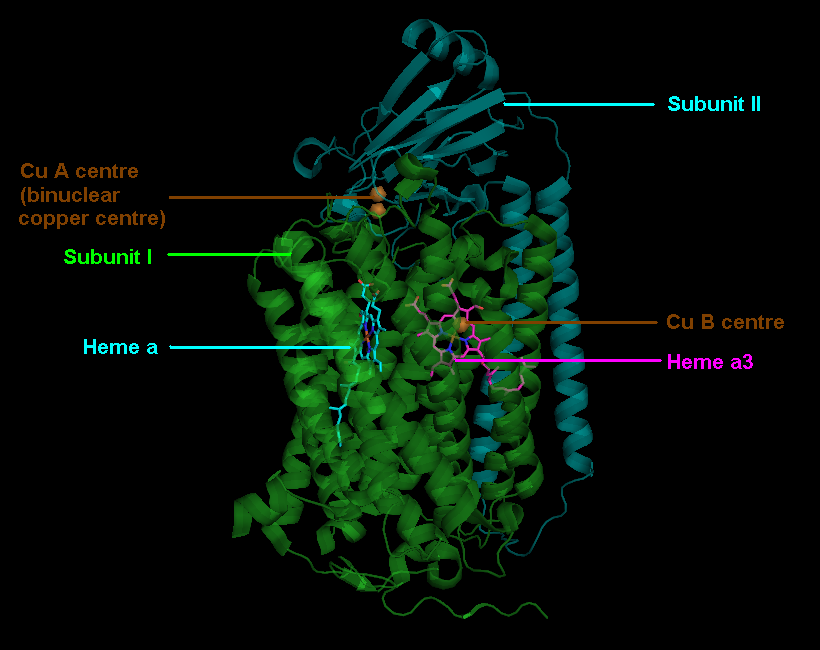
Underenhet I och II i komplex IV exklusive alla andra underenheter, PDB: 2EIK

Cytokrom c-oxidas eller komplex IV (var EC 1.9.3.1 , nu omklassificerad som ett translokas EC 7.1.1.9 ) är ett stort transmembranproteinkomplex som finns i bakterier, arkéer och mitokondrier hos eukaryoter. Det är det sista av elektrontransportkedjans enzymkomplex och oxiderar cytokrom c. Reduktionspotentialen därifrån används för att reducera ½ O2 + 2 H+ till H2O. Under processen transporteras 4 protoner till intermembranutrymmet. Förutom att binda de fyra protonerna från den inre vattenfasen, transporterar den ytterligare fyra protoner över membranet, vilket ökar transmembranskillnaden i protonelektrokemisk potential, som ATP-syntaset sedan använder för att syntetisera ATP.

## Struktur

### Komplexet
Komplexet är ett stort integrerat membranprotein som består av flera metallprotesställen och 14 proteinunderenheter hos däggdjur. Hos däggdjur är elva underenheter ursprungligen nukleära och tre syntetiseras i mitokondrierna. Komplexet innehåller två hemer, en cytokrom a och cytokrom a3, och två kopparcentra, CuA- och CuB-centra. Faktum är att cytokrom a3 och CuB bildar ett binukleärt centrum som är platsen för syrereduktion. Cytokrom c, som reduceras av den föregående komponenten i andningskedjan (cytokrom bc1-komplex, komplex III), hamnar nära det binukleära CuA-centrumet och skickar en elektron till det och oxideras tillbaka till cytokrom c innehållande Fe3+. Det reducerade CuA binukleära centret skickar nu en elektron vidare till cytokrom a, som i sin tur skickar en elektron vidare till cytokrom a3>-CuB binukleärt centrum. De två metalljonerna i detta binukleära centrum är 4,5 Å från varandra och koordinerar en hydroxidjon i det helt oxiderade tillståndet.
Kristallografiska studier av cytokrom c-oxidas visar en ovanlig posttranslationell modifiering, som länkar C6 av Tyr(244) och ε-N för His(240) (bovinenzymnumrering). Det spelar en viktig roll för att göra det möjligt för cytokrom a3-CuB binukleära centrum att acceptera fyra elektroner för att reducera molekylärt syre och fyra protoner till vatten. Reduktionsmekanismen ansågs tidigare involvera en peroxidmellanprodukt, vilket antogs leda till superoxidproduktion. Den för närvarande accepterade mekanismen utför emellertid en snabb fyra-elektronreduktion som medför omedelbar syre-syrebindningsklyvning, vilket undviker alla mellanprodukter som sannolikt bildar superoxid.:865–866

## Sammansättning
COX-sammansättning i jäst är en komplex process som inte är helt förstådd på grund av den snabba och irreversibla aggregeringen av hydrofoba subenheter som bildar holoenzymkomplexet, såväl som aggregering av mutanta subenheter med exponerade hydrofoba fläckar. COX-subenheter kodas i både nukleära och mitokondriella genomet. De tre underenheterna som bildar den COX katalytiska kärnan är kodade i mitokondriella genomet. Över 30 olika nukleärt kodade chaperoneproteiner krävs för COX-sammansättning.
Cofaktorer, inklusive hemer, infogas i underenheter I & II. De två hemmolekylerna finns i underenhet I och hjälper till med transporten till underenhet II där två kopparmolekyler hjälper till med den fortsatta överföringen av elektroner. Underenheter I och IV initierar sammansättning. Olika underenheter kan anslutas för att bilda subkomplexa intermediärer som senare binder till andra underenheter för att bilda COX-komplexet. Vid modifieringar efter sammansättning kommer COX att bilda en homodimer. Detta krävs för aktivitet. Dimerer är förbundna med en kardiolipinmolekyl, som har visat sig spela en nyckelroll i stabiliseringen av holoenzymkomplexet. Dissociationen av underenheterna VIIa och III i samband med avlägsnandet av kardiolipin resulterar i total förlust av enzymaktivitet. Underenheter som kodas i det nukleära genomet är kända för att spela en roll i enzymdimerisering och stabilitet. Mutationer av dessa underenheter eliminerar COX-funktionen.
Sammansättning är känd för att ske i åtminstone tre distinkta hastighetsbestämmande steg. Produkterna från dessa steg har hittats, även om specifika underenhetskompositioner inte har bestämts.
Syntes och sammansättning av COX-underenheter I, II och III underlättas av translationella aktivatorer, som interagerar med de 5'-otranslaterade regionerna av mitokondriella mRNA-transkript. Translationella aktivatorer är kodade i kärnan. De kan fungera genom antingen direkt eller indirekt interaktion med andra komponenter i translationsmaskineriet, men exakta molekylära mekanismer är oklara på grund av svårigheter förknippade med att syntetisera translationsmaskiner in vitro. Även om interaktionerna mellan underenheter I, II och III som kodas inom mitokondriernas genom ger ett mindre bidrag till enzymstabilitet än interaktioner mellan bigenomiska underenheter, är dessa underenheter mer konserverade, vilket tyder på potentiella outforskade roller för enzymaktivitet.

## Biokemi
Den övergripande reaktionen är
4 Fe2+ – cytokrom c + 4 H+ + O2 → 4 Fe3+ – cytokrom c + 2 H2O                ΔGo' = - 218 kJ/mol,  Eo' = +565 mV
Två elektroner passerar från två cytokrom c, genom CuA- och cytokrom a-ställena till cytokrom a3-CuB- binukleära centrum, vilket reducerar metallerna till Fe2+-formen och Cu+. Hydroxidliganden protoneras och går förlorad som vatten, vilket skapar ett tomrum mellan metallerna som fylls av O2. Syret reduceras snabbt, med två elektroner som kommer från Fe2+-cytokrom a3, som omvandlas till ferryloxoformen (Fe4+=O). Syreatomen nära CuB tar upp en elektron från Cu+ och en andra elektron och en proton från hydroxylen av Tyr(244), som blir en tyrosylradikal. Det andra syret omvandlas till en hydroxidjon genom att plocka upp två elektroner och en proton. En tredje elektron från en annan cytokrom c leds genom de två första elektronbärarna till cytokrom a3-CuB binukleära centrum, och denna elektron och två protoner omvandlar tyrosylradikalen tillbaka till Tyr, och hydroxiden bunden till CuB2+ till en vattenmolekyl. Den fjärde elektronen från en annan cytokrom c strömmar genom CuA och cytokrom a till cytokrom a3-CuB binukleära centrum, vilket reducerar Fe4+=O till Fe3+, med syreatomen som samtidigt plockar upp en proton och regenererar detta syre som en hydroxidjon koordinerad i mitten av cytokrom a3-CuB-centrum som det var i början av denna cykel. Sammantaget oxideras fyra reducerade cytokrom c medan O2 och fyra protoner reduceras till två vattenmolekyler.:841–5
 

## Inhibition
COX finns i tre konformationstillstånd: helt oxiderad (pulsad), delvis reducerad och helt reducerad. Varje inhibitor har en hög affinitet till ett annat tillstånd. I det pulserade tillståndet oxideras både hem a3 och CuB kärncentra. Detta är konformationen av det enzym som har högst aktivitet. En tvåelektronreduktion initierar en konformationsförändring som tillåter syre att binda vid det aktiva stället till det delvis reducerade enzymet. Fyra elektroner binder till COX för att helt reducera enzymet. Dess helt reducerade tillstånd, som består av en reducerad Fe2+ vid cytokrom a3-hemgruppen och ett reducerat Cu B + binukleärt centrum, anses vara enzymets inaktiva eller vilande tillstånd.
Cyanid, azid och kolmonoxid binder alla till cytokrom c-oxidas, vilket hämmar proteinet från att fungera och leder till kemisk kvävning av celler. Högre koncentrationer av molekylärt syre behövs för att kompensera för ökande inhibitorkoncentrationer, vilket leder till en total minskning av metabolisk aktivitet i cellen i närvaro av en inhibitor. Andra ligander, såsom kväveoxid och vätesulfid, kan också hämma COX genom att binda till regulatoriska platser på enzymet, vilket minskar hastigheten för cellandning.
Cyanid är en icke-kompetitiv hämmare för COX, och binder med hög affinitet till det delvis reducerade tillståndet av enzymet och hindrar ytterligare reduktion av enzymet. I pulsat tillstånd binder cyanid långsamt, men med hög affinitet. Liganden är placerad för att elektrostatiskt stabilisera båda metallerna på en gång genom att placera sig mellan dem. En hög kväveoxidkoncentration, som en tillsatt exogent till enzymet, reverserar cyanidinhibering av COX.
Kväveoxid kan reversibelt binda till endera metalljonen i det binukleära centrumet för att oxideras till nitrit. NO och CN− kommer att tävla med syre om att binda på platsen, vilket minskar hastigheten för cellandning. Endogent NO, som produceras vid lägre nivåer, ökar emellertid CN--hämningen. Högre nivåer av NO, som korrelerar med förekomsten av mer enzym i reducerat tillstånd, leder till en större hämning av cyanid. Vid dessa basala koncentrationer är NO-hämning av komplex IV känd för att ha gynnsamma effekter, såsom ökande syrenivåer i blodkärlsvävnader. Enzymets oförmåga att reducera syre till vatten resulterar i en ansamling av syre, som kan diffundera djupare in i omgivande vävnader. NO-hämning av komplex IV har en större effekt vid lägre syrekoncentrationer, vilket ökar dess användbarhet som vasodilator i behovsvävnader.
Svavelväte kommer att binda COX på ett ickekonkurrensmässigt sätt på ett regulatoriskt ställe på enzymet, liknande kolmonoxid. Sulfid har den högsta affiniteten till antingen de pulserade eller delvis reducerade tillstånden av enzymet, och kan delvis reducera enzymet vid hem a3-centrum. Det är oklart om endogena H2S-nivåer är tillräckliga för att hämma enzymet. Det finns ingen interaktion mellan vätesulfid och den helt reducerade konformationen av COX.
Metanol i denaturerad sprit omvandlas till myrsyra, som också hämmar samma oxidassystem. Höga nivåer av ATP kan allosteriskt hämma cytokrom c-oxidas, bindande inifrån den mitokondriella matrisen.

## Extramitokondriella och subcellulära lokaliseringar

Placering av de 3 cytokrom c-oxidas-underenhetsgenerna i det mänskliga mitokondriella genomet: COXI, COXII och COXIII (orange rutor).

Cytokrom c-oxidas har 3 subenheter som kodas av mitokondriellt DNA (cytokrom c-oxidas underenhet I, underenhet II och underenhet III ). Av dessa 3 underenheter som kodas av mitokondriellt DNA har två identifierats på extramitokondriella platser. I pankreatisk acinär vävnad hittades dessa subenheter i zymogengranuler. Dessutom, i den främre hypofysen, hittades relativt höga mängder av dessa underenheter i sekretoriska granuler av tillväxthormon. Den extramitokondriella funktionen hos dessa cytokrom c-oxidasunderenheter har ännu inte karakteriserats. Förutom cytokrom c-oxidasunderenheter har extramitokondriell lokalisering också observerats för ett stort antal andra mitokondriella proteiner. Detta väcker möjligheten om existensen av ännu oidentifierade specifika mekanismer för proteintranslokation från mitokondrier till andra cellulära destinationer.

## Genetiska defekter och störningar
Defekter som involverar genetiska mutationer som förändrar cytokrom c-oxidas (COX) funktionalitet eller struktur kan resultera i allvarliga, ofta dödliga metabola störningar. Sådana störningar manifesterar sig vanligtvis i tidig barndom och påverkar främst vävnader med höga energibehov (hjärna, hjärta, muskler). Bland de många klassificerade mitokondriella sjukdomarna anses de som involverar dysfunktionell COX-sammansättning vara de allvarligaste.
Den stora majoriteten av COX-störningar är kopplade till mutationer i nukleärt kodade proteiner som kallas för sammansättningsfaktorer eller sammansättningsproteiner. Dessa sammansättningsfaktorer bidrar till COX-struktur och funktionalitet och är involverade i flera väsentliga processer, som transkription och translation av mitokondrierkodade underenheter, bearbetning av preproteiner och membraninsättning, och kofaktorbiosyntes och inkorporering.
För närvarande har mutationer identifierats i sju COX-sammansättningsfaktorer: SURF1, SCO1, SCO2, COX10, COX15, COX20, COA5 och LRPPRC. Mutationer i dessa proteiner kan resultera i förändrad funktionalitet av subkomplex sammansättning, koppartransport eller translationell reglering. Varje genmutation är associerad med etiologin för en specifik sjukdom, med vissa implikationer i flera sjukdomar. Störningar som involverar dysfunktionell COX-sammansättning via genmutationer är Leighs syndrom, kardiomyopati, leukodystrofi, anemi och sensorineural dövhet.